# Nikolskoje (rejon łaiszewski)
Nikolskoje (ros. Никольское) – wieś (sieło) w Rosji, w Tatarstanie, w rejonie łaiszewskim. W 2010 liczyła 808 mieszkańców.